# Eleições presidenciais na Hungria em 2010
As eleições presidenciais húngaras de 2010 foram realizadas em 29 de junho de forma indireta (pelo Parlamento). O pleito foi realizado poucos meses após as eleições parlamentares.

## Resultados
| Candidato         | Partido                    | Votos | %      |
| ----------------- | -------------------------- | ----- | ------ |
| Pál Schmitt       | Fidesz                     | 263   | 68,1   |
| András Balogh     | Partido Socialista Húngaro | 59    | 15,3   |
| Abstenções        | Abstenções                 | 20    | 5,2    |
| Votos inválidos   | Votos inválidos            | 44    | 11,4   |
| Total             | Total                      | 366   | 94,8   |
| Total de assentos | Total de assentos          | 386   | 100,00 |